# 乌索山谷
烏索山谷位於巴基斯坦開伯爾-普赫圖赫瓦省。烏索山谷海拔2,300米，它距離卡拉姆5公里，和距離明戈拉123公里。駕駛吉普車是到達這裡的唯一一個方法。
烏索山谷聞名於它美麗的森林。旅遊景點馬霍德湖就在這裡27公里之外。在冬天，著名的烏索冰河會擋住唯一一條前往馬霍德湖的通道，在夏天，當積雪融掉和被清理掉以後，這條通道才會重開。

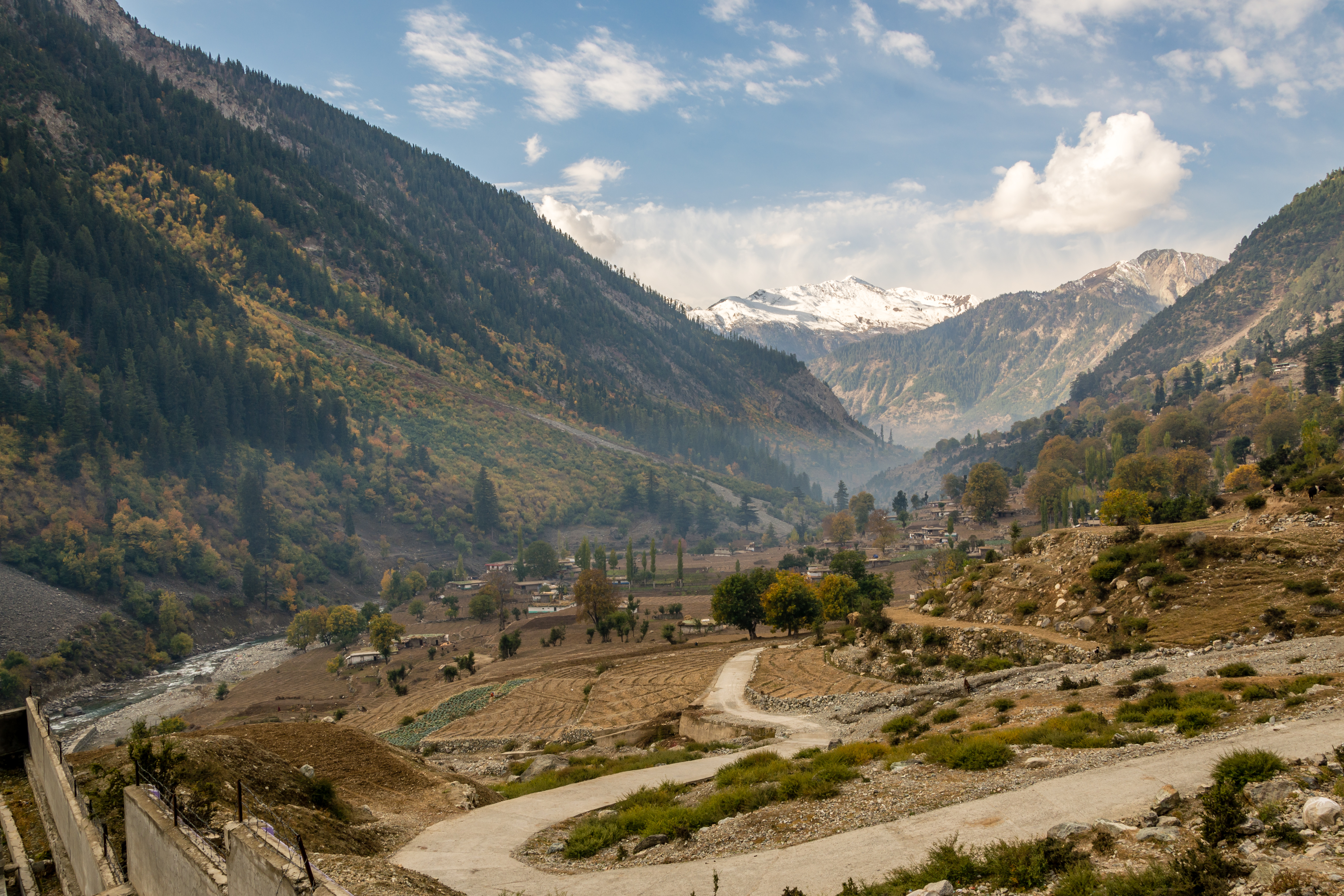
烏索山谷

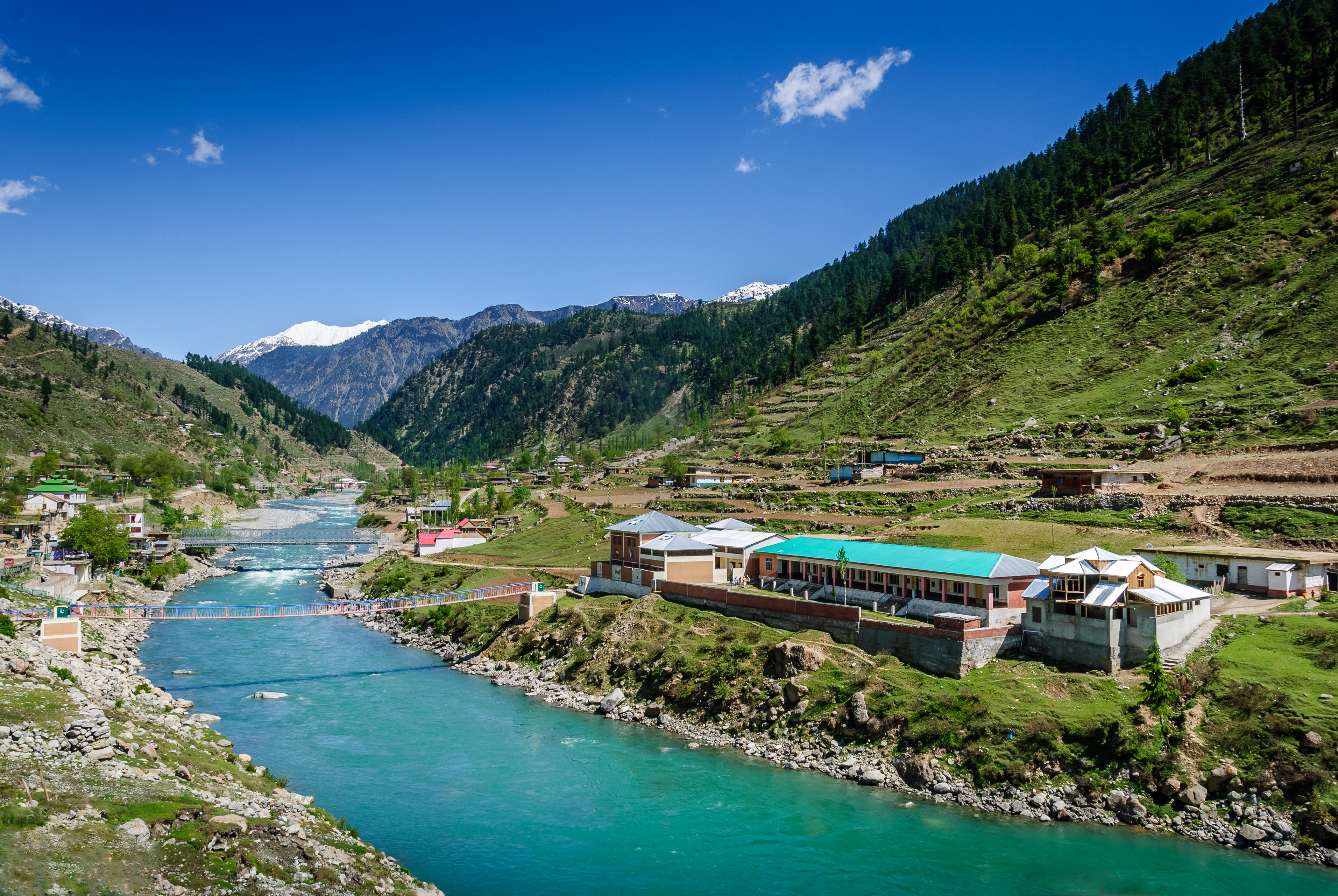
斯瓦特河

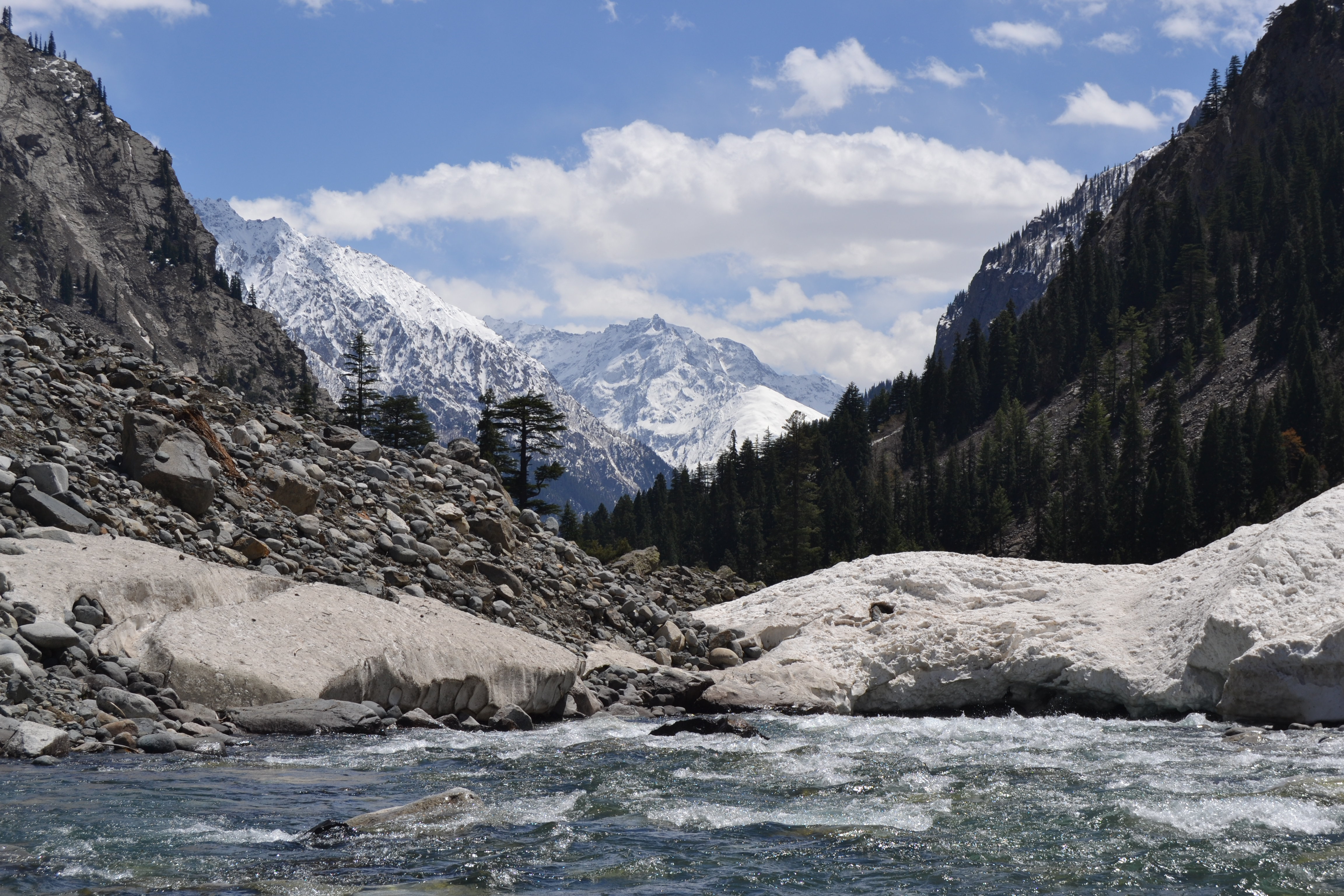